# Arturo Santana Alfaro
Arturo Santana Alfaro (Ciudad de México, 28 de junio de 1971) es un político mexicano, miembro actual del partido Movimiento Regeneración Nacional (Morena) y con anterioridad del Partido de la Revolución Democrática (PRD). Ha sido en dos ocasiones diputado federal y en dos diputado a la entonces Asamblea Legislativa del Distrito Federal.

## Biografía
Es licenciado en Derecho egresado de la Facultad de Estudios Superiores Acatlán de la Universidad Nacional Autónoma de México (UNAM). Se ha desempeñado como docente de Derecho Administrativos y desde 1986 es miembro de la Asociación de Licenciados en Derecho Egresados de Acatlán.
En 1993 se desempeñó como agente del ministerio público federal, adscrito al Juzgado 4 del Estado de México, en 1996 fue asesor del subprocurador de Coordinación General y Desarrollo y en 1998 secretario particular del director general del Ministerio Público Especializado B, ambos de la Procuraduría General de la República (PGR).
De 2000 a 2003 fue coordinador de asesores de un diputado integrante de la II Legislatura de la Asamblea Legislativa del Distrito Federal, de 2003 a 2005 fue director territorial en Santa Catarina y en 2005 director de planeación de Iztapalapa siendo jefe delegacional Víctor Hugo Círigo Vázquez.
En las elecciones de 2006 fue postulado candidato de la Coalición Por el Bien de Todos a diputado por el Distrito 26 local, logrando el triunfo el recibir el 65.33% de los votos, frente al 11.85% de su más cercano competidor. Asumió la representación en la IV Legislatura de la Asamblea Legislativa y en ella fue vicepresidente de la comisión de Administración Pública Local; secretario de la comisión de Administración y Procuración de Justicia; e integrante de las comisiones de Asuntos Político-Electorales; y, de Seguridad Pública.
En 2009 es postulado candidato a diputado federal por el Distrito 22 del Distrito Federal por el PRD, siendo elegido con el 29.43% de los votos, contra el 20.27% de su competidor postulado por la coalición Salvemos a México. Ejerció el cargo en la LXI Legislatura que tuvo término en 2012 y en la que fue presidente de la domisión de Participación Ciudadana; secretario de la comisión Especial del Seguimiento de la Implementación de la Reforma Constitucional en materia de fiscalización, evaluación y armonización contable; e integrante de las comisiones de Seguridad Pública; del Centro de Estudios de Derecho e Investigaciones Parlamentarias; y, Especial encargada de vigilar el correcto uso de los Recursos Federales, Estatales y Municipales en los Procesos Electorales.
En las elecciones del Distrito Federal de 2012 fue nuevamente candidato a diputado por el Distrito 26 local por la coalición Movimiento Progresista. Resultó ganador del proceso electoral habiendo recibido el 66.61% de los votos, frente al 12.85% de su opositor del PRI. En la VI Legislatura de la Asamblea Legislativa se desempeñó como presidente de la comisión Jurisdiccional; secretario de las comisiones de Administración y Procuración de Justicia; de Asuntos Laborales y Previsión Social; de Salud y Asistencia Social; y, Especial para el Estudio y Análisis de las Finanzas Públicas. Integrante de las comisiones de Gobierno; de Administración Pública Local; y, de Seguridad Pública.
Al términar dicho periodo en 2015, es a su vez nuevamente candidato a diputado federal por el Distrito 18 del Distrito Federal; ganó al recibir el 32.50% de los votos, superando al 10.38% de Sandra García Esquivel, candidata del Partido Revolucionario Institucional (PRI). En la LXIII Legislatura que ejerció de 2015 a 2018 fue integrante de la comisión de Agua Potable y Alcantarillado.
El 7 de marzo de 2019 fue detenido por agentes policiacos cuando en compañía de otra persona por portar y disparar un arma de fuego en Iztapalapa. El 2 de abril de 2025 se dio a conocer que su madre, de nombre Carlota N. habría disparado y causado la muerte de dos personas en medio de una disputa por la posesión de una casa habitación en La Candelaria Tlatala, municipio de Chalco en el Estado de México. Tras los hechos, su madre y su hermano Eduardo Santana Alfaro fueron detenidos por los presuntos delitos cometidos; tras estos hechos, Morena se deslindó de todos ellos y negó la militancia de Arturo Santana Alfaro en su partido.